# رافاييل سانتو دومينغو
رافاييل سانتو دومينغو (بالإنجليزية: Rafael Santo Domingo)‏ هو لاعب كرة قاعدة أمريكي، ولد في 24 نوفمبر 1955 في Orocovis, Puerto Rico ‏ في الولايات المتحدة.

## روابط خارجية
- رافاييل سانتو دومينغو على موقعبيزبول رفرنس.كوم (الدوري الرئيسي) (الإنجليزية)
- رافاييل سانتو دومينغو على موقعبيزبول رفرنس.كوم (الدوري الثانوي) (الإنجليزية)